# Денні Говард
Денні Говард (англ. Danny Howard, народився 14 липня 1987) — британський DJ, автор та радіоведучий, відомий завдяки радіо-шоу BBC Radio 1's Dance Anthems with Danny Howard.
В університеті Edge Hill вивчав спорт та науку вправ. Будучи студентом Edge Hill, стає резидентом найбільшого британського клубу The Syndicate в Blackpool. Після закінчення університету, тимчасово, протягом 3 місяців грає для Ministry of Sound в Єгипті

## BBC Radio 1
В серпні 2011, виграючи з 5 іншими конкурентами, Danny виграє нагороду the BBC Radio 1 Superstar DJ.
У квітні 2012 йому отримує пропозицію власного суботнього радіо-шоу на BBC Radio 1: «Dance Anthems with Danny Howard.»
У 2017 році Danny номінований на нагороду the Electronic Music Awards в номінації Радіо-шоу року для BBC Radio 1 Dance Anthems.

## Творчість та DJ-діяльність
2 квітня 2012 на базі хауз лейблу Spinnin' Records Danny випускає свій перший сингл ’Twenty Nine’.
Літом того ж року грає на відкритих та закритих вечірках в Сан Антоніо на Judgment Sundays. Багаторазово грає у клубі the BCM в Magaluf на Мальорці у червні та липні.
30 червня 2012 Danny грає на закритті фестивалю Xstatic summer. 2012 року також грає на фестивалі Coloursfest в Шотландії.
На початку січня 2013 сингл Danny ‘Apex’ видається лейблом Spinnin’ Records. Також з'являється його перший музичний кліп.
В січні того ж року з'являється його перший дебютний альбом, ‘Clubbers Guide 2013’, для Ministry of Sound.
Його наступний сингл ‘Spire’ виданий лейблом Spinnin' Records побачив світ у жовтні 2013 року.
У жовтні 2013 року разом з Futuristic Polar Bears лейбл Carrillo Music випустив трек «Thundergod».